# Фонд Кличко
Фонд Кличко "Klitschko Foundation"  — украинская благотворительная организация, основанная украинскими боксёрами Виталием и Владимиром Кличко в 2003 г.
После основания Фонд становится единственной в стране организацией, системно занимающийся популяризацией здорового образа жизни и спорта на Украине. Организация занимается спортивными проектами, ориентированными как на детей, так и на взрослых, занимающихся спортом на любительском и профессиональном уровне. Под эгидой фонда проходят проекты - "Зови друзей- играем вместе", «Спортивную Украину — строим вместе», «Старт к успеху», а также международный боксерский турнир "Klitschko Tournament".
Фонд занимается поддержкой талантливой молодёжи, популяризацией здорового образа жизни, оказывает содействие развитию спорта в стране. За пятнадцать лет существования фонда в его проектах принимает участие более миллиона детей и юношей. Общая сумма денег, выделенных на благотворительность, превышает 78 миллионов гривен. Фонд Кличко также проводит благотворительные гала-вечера, собранные в ходе которых средства (используются для поддержки спортивных и образовательных проектов. Например, в рамках проекта «Зови друзей — играем вместе», на Украине открыто 200 спортивных детских площадок, а в конкурсе «Эко-идеи со всего мира» принимает участие более трёх тысяч украинских детей.
В 2013 году фонд был признан одной из крупнейших благотворительных организаций Украины.
Впоследствии к реализации проектов Фонда присоединяется вся семья Кличко, вкладывая свои ценности в деятельность организации. С 2014 года организация начинает называться «Фонд Кличко».